# 久米明
久米明（日语：久米 明，本名相同，1924年2月8日—2020年4月23日），日本男演員、配音員、旁白，出身於東京都。身高170cm。A型血。日本大學藝術學院前教授。久米明於2019年成為當時最高齡的現役配音員。

## 生平
舊制麻布中學校、東京商科大學（現：一橋大學）畢業。與永井正（前三井HOME社長）為中學、大學同學。速水優（元日本銀行總裁）、川勝堅二（前三和銀行董事長）、本間要一郎（橫濱國立大學名譽教授）、關恒義（一橋大學名譽教授）、岡稔（前一橋大學教授）等人都是大學預科的同級生。
作為學徒兵迎接戰敗從大學復學之後，在果戈里『檢察官』的感召下成立俳優座。1947年，與木下順二、山本安英等人組成劇團「葡萄之會」。之後也以演員為中心活躍。1964年，葡萄之會分裂，解散後轉為自由身。1966年，加入現代演劇協會內的劇團欅，1976年參加並成立劇團昴，到2007年所屬期間演過多齣舞台劇。
1972年成為日本大學藝術學院講師、1975年就任教授。1992年獲頒紫綬褒章、1997年獲頒勳四等旭日小綬章。
2020年4月23日上午，因心臟衰竭在東京都的醫院辭世，享耆壽96歲。

## 人物
長相由於很像池田勇人（政治家、前首相），因此電影《金環蝕》、《不毛地帶》（都由山本薩夫執導）他都飾演以池田為原型的政府高官，特別的是NHK特集《戰後的日本》系列中也飾演池田勇人。
作為配音員因為具有獨特的敘事之特色，所以他最為人熟知的是擔任美國演員亨弗萊·鮑嘉的日語配音、紀錄片《美好的世界旅行》及其它紀錄片的旁白。晩年擔任《與鶴瓶家族乾杯》的旁白，至2019年3月播出集數因身體不適而卸任。此後，他雖然進入東京的一家老人院，但是對返回崗位表現出積極的態度。
與久米宏（自由播報員、主播）同姓但無血緣關係，但是久米宏卻把他當作自己的父親。

## 家族
- 長男：久米秀作（1953年出生。帝京平成大學（日语：帝京平成大学）教授。帝京大學福祉·保育專門學校（日语：帝京大学福祉・保育専門学校）個人助理養成科講師）
- 次男：久米大作（日语：久米大作）（1957年出生。鍵盤手演奏者、作曲家）
  - 乾女兒：久米小百合（日语：久米小百合）（1958年出生。音樂傳道師。以前以「久保田早紀」名義作為創作歌手活動）
- 長女：久米奈奈子（日语：久米 ナナ子，1960年出生。舞台藝術家）

## 後任
久米因身體不適，由其他配音員接任的作品如下：
- 三宅民夫（日语：三宅民夫）－《與鶴瓶家族乾杯（日语：鶴瓶の家族に乾杯）》：旁白

## 演出（演員）

### 電視劇
NHK系列
- NHK
  - 事件記者（日语：事件記者 (テレビドラマ)） 第8話「無影男（前、後篇）」（1958年）－假美元經紀人
  - 冰雨（1959年）
  - 松本清張系列 黑之組曲 第36話「我竟然不知道（日语：無宿人別帳#俺は知らない）」（1962年）－目明的宗吉
  - 次郎物語（1962年）－俊亮：久米明
  - 大河劇
    - 花之生涯（日语：花の生涯 (NHK大河ドラマ)）（1963年）－湯森·哈里斯
    - 太閤記（日语：太閤記 (NHK大河ドラマ)）（1965年）－海北友松
    - 三姐妹（1967年）－岩倉具視
    - 天與地（1969年）－島田石見
    - 國盜物語（日语：国盗り物語 (NHK大河ドラマ)）（1973年）－明智光安
    - 勝海舟（日语：勝海舟 (NHK大河ドラマ)）（1974年）－赤城筑甫
    - 元祿太平記（日语：元禄太平記）（1975年）－細井廣澤（日语：細井広沢）
    - 花神（日语：花神 (NHK大河ドラマ)）（1977年）－杉百合之助（日语：杉常道）
    - 燃草（日语：草燃える）（1979年）－伊東祐親（日语：伊東祐親）
    - 女太閤記（1981年）－淺野又右衛門（日语：浅野長勝）
    - 山頂的群像（日语：峠の群像）（1982年）－內田三郎右衛門（日语：内田元知）
    - 德川家康（1983年）－片桐且元
    - 八代將軍吉宗（1995年）－大久保忠朝（日语：大久保忠朝）

  - 連續電視小說
    - 阿花小姐（日语：おはなはん）（1966年）
    - 春天來吧（1994年）

  - 男人要有膽量（日语：男は度胸）（1970年）
  - 明治的群像 從大海運來的火車（日语：明治の群像 海に火輪を）（1976年）－古斯塔夫·博瓦索納德（英语：Gustave Boissonade）
  - 戰後的日本（日语：日本の戦後） 第10集「歌劇院的日章旗 舊金山和平會議」（1978年）－池田勇人
  - 風之隼人（日语：風の隼人）（1979年－1980年）－大久保次右衛門（日语：大久保次右衛門）
  - 銀河電視小說
    - 太郎的青春（日语：太郎の青春）（1980年）
    - 漫畫道（1986年）

  - 週六電視劇（日语：土曜ドラマ (NHK)）
    - 松本清張系列 天才女畫家（日语：天才画の女#テレビドラマ）（1980年）－澤木庄一
    - 松本清張系列 獸道（日语：けものみち#1982年版）（1982年）－熊谷四郎
    - 和子之味（1994年）

  - 武藏坊慶（1986年）－源賴政
  - 週五時代劇（日语：土曜時代劇 (NHK)） 屋清左衛門殘日錄（日语：清左衛門残日録）（1993年） - 家老・間島弥兵衛
  - （1996年） - 美濃部達吉
- NHK綜合
  - Don't Mind！（日语：どんまい!）（2005年）
  - （2009年2月14日）－齊藤茂吉
- NHK教育
  - （2011年12月9日）
- NHK BS Premium
  - Premium電視劇（日语：プレミアムドラマ） （2012年）

富士電視網
- 富士電視台
  - 零的焦點（日语：ゼロの焦点#1961年版）（1961年）
  - 年輕人們（1966年）
  - 三匹之侍（日语：三匹の侍） 第5系列 第8話「三匹」（1967年）－野田監物
  - 怪人二十面相（日语：怪人二十面相 (1977年のテレビドラマ)） 第13話「神秘魔術！從密室消失的名畫」（1977年，與大映電視共同製作）
  - （1981年，與東寶共同製作）－校長
  - 時代劇特集（日语：時代劇スペシャル (フジテレビ)）
    - 怪盗夢吉 隱身控（1982年）－傳左衛門
    - （1983年）－大津屋

  - 早春素描簿（日语：早春スケッチブック）（1983年）
  - 週五闔家WIDE（日语：金曜ファミリーワイド） （1984年）
  - 京都紫野殺人事件（1986年）
  - 快樂家庭計畫（日语：明るい家族計画）（1995年）
  - 她們的婚姻大事（日语：彼女たちの結婚） 第8話（1997年）
- 關西電視台
  - 騎馬奉行（日语：騎馬奉行） 第19話（1980年，與東映共同製作）
  - 服部半藏 影之軍團（日语：服部半蔵 影の軍団#服部半蔵・影の軍団） 第1話（1980年，與東映共同製作）－水戶光圀
  - 大奧（日语：大奥 (1983年のテレビドラマ)） 第35話、第36話「密會」（1983年，與東映共同製作）－安藤對馬守（日语：安藤信友）

日本電視台
- 夫婦百景（日语：夫婦百景 (テレビドラマ)） 第200－203回「聖女房 愛與死的紀念（日语：愛と死のかたみ#1962年版）」（1962年）
- 帶子狼（日语：子連れ狼 (萬屋錦之介版)）（與UNION電影（日语：ユニオン映画）共同製作）
  - 第1部（日语：子連れ狼 (萬屋錦之介版)#第一部） 第10話（1973年）－阿部能登守
  - 第2部（日语：子連れ狼 (萬屋錦之介版)#第二部） 第22話「水鷗流斬馬刀」（1974年）－瀧澤賴母
  - 第3部（日语：子連れ狼 (萬屋錦之介版)#第三部） 第17話（1976年）－竹阿彌
- 第29話（1977年，與東寶共同製作）－室田律師
- 向太陽怒吼！（日语：太陽にほえろ!）（與東寶共同製作）
  - 第287話（1978年）－南鄉道夫（南鄉建設社長）
  - 第325話「波止場」（1978年）－鹿島（三興通信社長）
  - 第355話（1979年）－曾田律師
- 新五捕物帳（日语：新五捕物帳）（與UNION電影共同製作）
  - 第22話「鳥」（1978年）－吉野清五郎
  - 第186話（1982年）
- 我們是天使！（日语：俺たちは天使だ!） 第1話（1979年，與東寶共同製作）－船島代議士
- 長七郎江戶日記（日语：長七郎江戸日記） 第1系列 第7話（1983年11月29日）－雨宮祐德
- 妻子們的課外活動II（日语：妻たちの課外授業II）（1986年－1987年）－小野川校長
- 週二懸疑劇場 來自過去的殺人者（1989年，與TELEPACK（日语：テレパック）共同製作）
- 江戶大鏢客（日语：江戸の用心棒 (1994年のテレビドラマ)） 第1話（SP）（1994年）

TBS電視網
- TBS
  - THE警衛（日语：東京警備指令 ザ・ガードマン）（與大映電視室共同製作）
    - 第86話「」（1966年）
    - 第89話「」（1966年）－石濱
    - 第103話「」（1967年）
    - 第128話「」（1967年）
    - 第171話「」（1968年）
    - 第190話「」（1968年）
    - 第204話「」（1969年）
    - 第219話「」（1969年）
    - 第227話「」（1969年）
    - 第270話「」（1970年）
    - 第337話「」（1971年）

  - 龍虎群英 第88話、第89話「間諜忠臣藏（前篇、後篇）」（1968年，與東映共同製作）－殺手上野
  - POLA電視小說（日语：ポーラテレビ小説）
    - （1970年）－二宮敬作
    - （1971年）－山宮純太郎
    - （1978年）－花輪十內
    - （1980年）－岡野幸平

  - 謝謝 第3系列（1973年）－松永孝夫（山岡久乃的再婚對象）
  - 水戶黃門（日语：水戸黄門 (パナソニック ドラマシアター)）（與C.A.L（日语：C.A.L）共同製作）
    - 第6部（日语：水戸黄門 (第1-13部)#第6部） 第32話「美好的人生 -水戶-」（1975年11月3日）－安田仁左衛門
    - 第15部（日语：水戸黄門 (第14-21部)#第15部）（1985年）
      - 第5話「闇斬！怪傑白頭巾 -宇和島-」－岡村賴母
      - 第37話「八兵衛若旦那 -熊谷-」－元祖寶屋伊右衛門

    - 第16部（日语：水戸黄門 (第14-21部)#第16部） 第19話「」（1986年9月1日）－田村屋
    - 第24部（日语：水戸黄門 (第22-28部)#第24部）（1995年）－薩摩藩國家老 伊織賴母
      - 第1話
      - 第14話「波瀾萬丈！薩摩的對決 -鹿兒島-」

  - 七人刑警（日语：七人の刑事） 第3系列（日语：七人の刑事#第3シーズン） 第1話「警視總監的寶物」（1978年）
  - 天皇的御廚（1980年－1981年）－松平慶氏子爵
  - 關原（日语：関ヶ原 (テレビドラマ)）（1981年）－平岡賴勝（日语：平岡頼勝）
  - 3年B組金八先生 第2系列（1981年）－荒谷二中的大山老師
  - 大岡越前 第7部（日语：大岡越前 (テレビドラマ)#第7部） 第9話（1983年6月20日，與C.A.L共同製作）－芥山老人
  - （1984年）－高橋校長
  - （1984年）
  - 少女身世之謎（日语：少女に何が起ったか）（1985年與大映電視共同製作）
  - 斬絕江戶VII（日语：江戸を斬る (里見浩太朗)#江戸を斬るVII） 第29話、第30話（1987年）－松平和泉守
  - （1987年）
  - 週一電視劇特集（日语：月曜ドラマスペシャル）
    - 松本清張作家活動40年紀念 迷走地圖（日语：迷走地図#テレビドラマ）（1992年）－石井庫造
    - 淺見光彥系列（12） 札幌殺人事件（日语：浅見光彦シリーズ (TBSのテレビドラマ)）（1999年）
    - 愛情腦震盪（日语：毎度おジャマしまぁす）（1995年）
- MBS
  - 華麗一族（1975年，與東寶共同製作）－細川信也
  - 森村誠一系列II 野性的證明（1979年，與東映共同製作）

朝日電視網
- 朝日電視台
  - 特別機動搜査隊（日语：特別機動捜査隊） 第488話「青い残酷」（1971年，與東映共同製作）－小山
  - 荒野之素浪人（日语：荒野の素浪人） 第1話「乱闘 辰の上刻」（1972年，與三船Pro共同製作）－堀田甲斐
  - 新幹線公安官（日语：新幹線公安官） 第2系列（日语：新幹線公安官#第2シリーズ） 第5話（1978年，與東映共同製作）－糸川千吉
  - 無情的許可證（日语：非情のライセンス） 第3系列（日语：非情のライセンス#第3シリーズ） 第5話（1980年，與東映共同製作）－西原神父
  - 特搜最前線（日语：特捜最前線）（與東映共同製作）
    - 第257話「母…」（1982年）－坂口醫師
    - 第410話「愛子，運河街的女人！」（1985年）－宗圓信義（日本世界商事社長）

  - 週六WIDE劇場（日语：土曜ワイド劇場）
    - （1983年11月5日，與ACT共同製作）
    - 松本清張特別企劃 黑革記事本（1996年12月7日）－長谷川庄治

  - 週一WIDE劇場（日语：月曜ワイド劇場） 姑公認未公認、二人の女の妻芝居（1986年，與東映共同製作）
- 朝日放送
  - 懲罰人 燃燒事件簿（日语：ザ・ハングマン#ザ・ハングマン 燃える事件簿（16話から「ザ・ハングマン」）） 第12話（1981年，與松竹共同製作）－竹田局長

東京電視台
- 不當醫生的理由（日语：ぼくが医者をやめた理由）（1990年）
- 第3系列 第1話（1995年，與松竹共同製作）

### 電影
日活
- 日本昆蟲記（1963年）－偵訊官
- （1967年）－藤井
- （1976年）－中年刑警
- 女教師（日语：女教師 (1977年の映画)）（1977年）－神野校長

東寶
- 肉體學校（日语：肉体の学校）（1965年）－旁白
- 頭一次的愛（日语：初めての愛）（1972年）－加藤耕作
- 青春之蹉跎（日语：青春の蹉跌）（1974年）－婦產科醫生
- 金環蝕（日语：金環蝕 (石川達三の小説)#映画）（1974年）－寺田政臣
- 動脈列島（日语：動脈列島）（1975年）－秋山甲介
- 不毛地帶（1976年）－通產大臣
- 賽歌（日语：ビッグ・ショー! ハワイに唄えば）（1999年）

大映
- （1967年）－小池豐
- 陸軍中野學校 密命（1967年）－特高課長
- 陸軍中野學校 開戰前夜（1968年）－南
- （1970年）－馬場局長

松竹
- 寅次郎的故事17 再見夕陽（1976年）－市長
- 皇帝不在的八月（日语：皇帝のいない八月）（1978年）－河崎通商產業大臣
- 釣魚迷日記2（日语：釣りバカ日誌2）（1989年）－竹田醫師

東映
- 甦醒的金狼（日语：蘇える金狼）（1979年）－兵庫
- 動亂（日语：動乱 (映画)）（1980年）－溝口錦造
- 賣花謠（日语：花いちもんめ (映画)）（1985年）－錄影帶旁白

其它
- 虎！虎！虎！（1970年，20世紀福斯）－奧村勝藏（日语：奥村勝蔵）
- 1945年樺太的夏天 冰雪之門（日语：樺太1945年夏 氷雪の門）（1974年，東洋電影）－渡部
- 北村透谷 （1977年，ATG（日语：日本アート・シアター・ギルド））－石坂昌孝
- （1978年，TCJ、東京Adman Studio）－旁白
- （1984年，日本HERALD電影（日语：角川ヘラルド・ピクチャーズ））－眼科擔當醫生
- （1990年，日本、蘇聯合作電影）－大臣
- （1991年）－旁白
- Present For You（2015年，PLUS heads inc）－001
- 綠色音樂（日语：緑色音楽）（2017年，SPACE SHOWER NETWORKS（日语：スペースシャワーネットワーク））－風呂田武

### 舞台
- 威尼斯商人
- 推銷員之死
- 在底層（英语：The Lower Depths）
- 暴風雨
- 醫師科諾克
- 胡蘿蔔（胡蘿蔔的父親）[注 2]

### 廣告
- 骨膠原喉片（コルゲントローチ）
- （1989年）－旁白

## 演出（配音員）

### 電視動畫
1980年
- 少爺（旁白[9]）

1991年
- 我與我 兩個綠蒂（旁白）

1997年
- 手塚治虫的舊約聖書物語（日语：手塚治虫の旧約聖書物語）（旁白）

2004年
- 火之鳥（旁白）

### 電影動畫
1982年
- SPACE ADVENTURE COBRA（トポロ）

1983年
- Crusher Joe（日语：クラッシャージョウ）（丹）

1985年
- 企鵝記憶幸福故事（日语：ペンギンズ・メモリー 幸福物語）（圖書館長）

1996年
- PIPI 無法飛的螢火蟲（日语：とべないホタル）（長老桑形）

1997年
- 星空小提琴（日语：星空のバイオリン）（旁白）

1999年
- 大雄的結婚前夜（源靜香的爸爸）

### OVA
1988年
1991年
- 銀河英雄傳說（歷史節目旁白）

### 遊戲
1993年
- 天外魔境 風雲歌舞伎傳（日语：天外魔境 風雲カブキ伝）（奈落之神）

1995年
- 戰國戰神 藤丸地獄變（日语：戦国サイバー 藤丸地獄変）（解說）

1999年
- 龍騎士傳說（日语：レジェンド オブ ドラグーン）

### 外語配音

#### 演員
亨弗萊·鮑嘉
- 北大西洋行動（英语：Action in the North Atlantic）（喬·羅西）
- 非洲女王號（查爾斯“查理”·奧耐特）
- 一世之雄（吉姆·弗拉澤爾）
- 夜長夢多（英语：The Big Sleep (1946 film)）（菲力普·馬羅）
- 赤腳女爵（英语：The Barefoot Contessa）（哈里·杜維斯）－朝日電視台（初次放送時期）、東京電視台版（DVD收錄）
- 凱恩艦事變（菲利浦·奎格中尉）－富士電視台版（BD收錄）
- 北非諜影（銳克·布萊恩）－朝日電視台版
- 黑暗通道（英语：Dark Passage (film)）（樊尚·佩里）
- 危急時刻（英语：The Desperate Hours (film)）（格倫·葛瑞芬）－NHK、東京電視台版。
- 拳擊場黑幕（英语：The Harder They Fall）（艾迪·威爾斯）
- 蓋世梟雄（英语：Key Largo (film)）（法蘭克·麥克勞德）－朝日電視台版（BD收錄）
- 鐵漢情花（英语：Knock on Any Door）（萊納斯·萊勒比）
- 梟巢喋血戰（薩姆·斯佩德（英语：Sam Spade））－朝日電視台版
- 俄克拉何馬小子（英语：The Oklahoma Kid）（惠普·麥克科德）
- 馬賽之路（英语：Passage to Marseille）（讓·馬托拉克）
- 憤怒的二十年代（喬治·哈利）－朝日電視台版
- 龍鳳配（萊納斯·萊勒比）－東京電視台版（DVD收錄）
- 撒哈拉（英语：Sahara (1943 American film)）（喬·岡恩軍士）－朝日電視台版
- 逃亡（哈瑞·“史提夫”·摩根）
- 碧血金沙（弗雷德·C·多布斯）－朝日電視台版
- 我們不是天使（英语：We're No Angels (1955 film)）（約瑟夫）－富士電視台版
- 謀殺案無法逃脫（英语：You Can't Get Away with Murder）（法蘭克·威爾遜）

森田則之
- 小子難纏系列（宮城成義）
  - 小子難纏－朝日電視台版
  - 小子難纏2（英语：The Karate Kid Part II）－富士電視台版
  - 小子難纏3（英语：The Karate Kid Part III）－富士電視台版

#### 電影
- 情定日落橋（英语：A Little Romance）（朱利葉斯〈勞倫斯·奧利維爾〉）－富士電視台版
- 黑巖喋血記（英语：Bad Day at Black Rock）（約翰·J·麥克雷迪〈史賓塞·屈塞〉）－東京電視台版
- 聖經：創世紀（英语：The Bible: In the Beginning...）（諾亞〈約翰·休斯頓〉）－LD版。
- 盲點（日语：もう子守歌はいらない）（西蒙·漢靈頓〈弗里茨·韋弗（英语：Fritz Weaver）〉）
- 桂河大橋（尼克遜上校〈亞歷克·吉尼斯〉）－富士電視台版（豪華BD收錄）
- 奪魄冤魂（英语：The Changeling (film)）（約翰·羅素〈喬治·坎貝爾·斯科特〉）－東京電視台版（BD收錄）
- 巧克力冒險工廠（威爾伯·旺卡醫生〈克里斯多福·李〉[10]）－日本電視台版
- 新天堂樂園（阿爾弗雷德〈菲利浦·諾瓦雷〉）－富士電視台版（完整版DVD&BD收錄）
- 諸神恩仇錄（英语：Clash of the Titans (1981 film)）（亞蒙〈布吉斯·梅迪斯〉）－朝日電視台版
- 吾愛吾父（英语：Dad (film)）（傑克·特里蒙特〈傑克·萊蒙〉）－VHS版
- 飲食男女（老朱〈郎雄〉）
- 聖誕驚魂夜（英语：Ernest Saves Christmas）（聖誕老人〈道格拉斯·希爾（英语：Douglas Seale）〉）
- 大法師（蘭卡斯特·墨林神父〈麥斯·馮·西度〉）－日本電視台版（BD收錄）
- 戰鬥父親鄧尼（英语：Fighting Father Dunne）（彼得·J·鄧恩神父〈帕特·奧布萊恩（英语：Pat O'Brien (actor)）〉）－NHK版
- 亂世佳人（米德醫師〈哈里·達文波特（英语：Harry Davenport (actor)）〉）－日本電視台、東京電視台版
- 再見，奇普斯先生（英语：Goodbye, Mr. Chips (1969 film)）（亞瑟·奇平〈彼得·奧圖〉）
- 泰山王子（英语：Greystoke: The Legend of Tarzan, Lord of the Apes）（格雷斯托克伯爵〈拉爾夫·理查森（英语：Ralph Richardson）〉）－朝日電視台版
- 猜猜誰來吃晚餐（馬特·德雷頓〈史賓塞·屈塞〉）
- 老人與貓（英语：Harry and Tonto）（哈利〈亞特·卡尼〉）－朝日電視台版（BD收錄）
- 廣島（英语：Hiroshima (film)）（陸軍長官亨利·劉易斯·史汀生〈韋斯利·安迪（英语：Wesley Addy）〉）
- 小鬼當家2（E·F·鄧肯〈艾迪·布拉肯（英语：Eddie Bracken）〉）－富士電視台版
- 紐倫堡的審判（漢斯·羅爾夫辯護律師〈馬克西米利安·謝爾〉）－劇院公映版
- 茱莉亞（英语：Julia (1977 film)）（達許·漢密特〈賈森·羅巴茲〉）－富士電視台版
- Ike: The War Years（富蘭克林·羅斯福總統）
- 郵差（巴勃羅·聶魯達〈菲利浦·諾瓦雷〉）
- 財色驚魂（英语：The Killers (1964 film)）（傑克·布朗寧〈羅納·雷根〉）
- 末代皇帝（陳寶琛〈黃自強〉）
- 小公子（英语：Little Lord Fauntleroy (1980 film)）（道林柯特伯爵〈亞歷克·吉尼斯〉）
- 馬迪根（英语：Madigan）（查爾斯·凱恩〈詹姆斯·惠特莫爾〉）－朝日電視台版（BD收錄）
- 人猿星球（議長〈詹姆斯·惠特莫爾〉）－TBS版（BD收錄）
- 麻雀變鳳凰（詹姆士·摩斯〈雷夫·貝拉米（英语：Ralph Bellamy）〉[11]）－朝日電視台版
- 推手（朱老〈郎雄〉）
- 衝出地獄海（英语：Raise the Titanic (film)）（詹姆士·桑德克〈賈森·羅巴茲〉）－富士電視台版（BD收錄）
- 辛巴達穿破猛虎眼（英语：Sinbad and the Eye of the Tiger）（墨蘭提俄斯〈帕特里克·特勞頓〉）－朝日電視台版
- 星際大戰4：曙光乍現（班·肯諾比）－日本電視台版
- 少年騎士（英语：Teen Knight）（帕西先生〈保羅·索爾斯（英语：Paul Soles）〉）
- 十誡（摩西〈卻爾登·希斯頓〉）－富士電視台版
- 鐵達尼號（E·J·史密斯船長〈伯納·希爾〉）－富士電視台新舊錄製、日本電視台版
- 白狗的最後華爾滋（英语：To Dance with the White Dog）（山姆·佩克〈休姆·克羅寧〉）
- 湯姆·霍恩（英语：Tom Horn (film)）（約翰·C·科布爾〈理查德·范斯沃斯（英语：Richard Farnsworth）〉）
- 你整我，我整你（藍道夫·杜克〈拉爾夫·貝拉米（英语：Ralph Bellamy）〉）－日本電視台、富士電視台版
- 從地心竄出（沃特·陳〈黃自強〉）－朝日電視台版

#### 電視影集
- 驚異傳奇（英语：Amazing Stories (1985 TV series)）（老爺爺〈羅伯茨·布魯姆（英语：Roberts Blossom）〉）
- 神仙家庭（英语：Bewitched）（班傑明·富蘭克林、佛洛伊德）
- 神探可倫坡（奧斯卡·芬奇〈派屈克·麥古漢（英语：Patrick McGoohan）〉）
- 古堡情怨（英语：Covington Cross）（莫斯〈約翰·卡特〉）
- 警網鐵金剛（角色不詳〈何塞·費勒〉）
- 歌劇魅影 (1990年電視影集)（傑拉德·嘉里爾〈第2代日語配音〉〈伯特·蘭卡斯特〉）
- 歇洛克·福爾摩斯（邁克羅夫特·福爾摩斯〈查爾斯·葛雷〉）
- 時間隧道（雷蒙德·史溫〈約翰·扎倫巴（英语：John Zaremba）〉）
- 陰陽魔界（霍斯特〈初代日語配音〉〈羅德·塞林〉）－TBS版
- 戰爭風雲（富蘭克林·羅斯福〈拉爾夫·貝拉米（英语：Ralph Bellamy）〉）
- 少年印第安那瓊斯年譜（西奧多·羅斯福）

#### 動畫
- 米奇與魔豆（埃德加·卑爾根（英语：Edgar Bergen））－Pony萬代版（現已絕版）
- 小美人魚（特里同王〈初代日語配音〉）
- 小熊維尼歷險記（旁白）－Pony萬代版（現已絕版）
- 霹靂特警貓（Pastmaster）
- 南方之歌（雷默斯叔叔（英语：Uncle Remus））－Pony萬代版（現已絕版）

### 廣播節目
- 異文化見聞 ～卵～（文化放送，1980年代）－當時是以年輕族群為收聽對象的深夜WIDE節目（）內放送（神田外語學院（日语：神田外語学院）一社提供）。

### 旁白
廣告、活動
- 日本合成橡膠株式會社（現在JSR）「日本合成橡膠」（1960年）
- 桃色幸運草Z JAPAN TOUR2013「GOUNN（日语：ももいろクローバーZ JAPAN TOUR 2013「GOUNN」）」

電視節目、電視劇
- TBS
  - The Guard Man（日语：東京警備指令 ザ・ガードマン）
    - 第244話「」（1969年）
    - 第247話「」（1969年）

  - 道浪漫（日语：道浪漫）（1996年－2004年）

- 東京電視台
  - 女無宿人 半身的阿紺（日语：女無宿人 半身のお紺）（1991年）
  - 『語帳』單元（2005年－2006年）
  - 週六特集（日语：土曜スペシャル (テレビ東京)）（2011年－）《老奶奶的故鄉民宿》等

- 朝日電視台
  - 週三特集（日语：水曜スペシャル）
    - 川口浩（日语：川口浩 (俳優)）探險隊系列
    - 藤岡弘、探險隊系列

  - 警視廳潛入24小時系列
  - NEWS STATION

- NHK
  - 電視文學館（1985年－1988年）擔當朗讀宮澤賢治著作的《要求很多的餐館（日语：注文の多い料理店）》、《橡實與山貓（日语：どんぐりと山猫）》及《風之又三郎（日语：風の又三郎）》等等
  - 與鶴瓶家族乾杯（日语：鶴瓶の家族に乾杯）（1995年－2019年）
    - 閑走塔摩利×與鶴瓶家族乾杯 新春特集（2019年1月3日）

- 其它電視台
  - 日立紀錄片 美好的世界旅行（日语：日立ドキュメンタリー すばらしい世界旅行）（1966年－1990年，日本電視台）
  - 影之軍團IV（日语：服部半蔵 影の軍団#影の軍団IV（第28話より「影の軍団・幕末編」に改題））（1985年，關西電視台）
  - 數位開局紀念特別節目『神秘領域』（2006年，山梨放送）

## 著書
- （2007年，光文社）－並附錄迷你CD。
- （2018年，河出書房新社）

## 腳註

## 外部連結
- 久米明 （页面存档备份，存于） （日語）－日本電影資料庫
- 久米明 （页面存档备份，存于） （日語）－allcinema（日语：allcinema）
- 久米明 （页面存档备份，存于） （日語）－KINENOTE
- Akira Kume在互联网电影资料库（IMDb）上的資料（英文）
- 久米明 （日語）－電視劇檔案資料庫（日语：テレビドラマデータベース）
- 久米明 （页面存档备份，存于） （日語）－NHK人物錄（日语：NHK人物録）